# Vòng loại Giải bóng đá Vô địch U-19 Quốc gia 2024–25
Vòng loại Giải bóng đá Vô địch U-19 Quốc gia 2024–25 là quá trình vòng loại của Giải bóng đá Vô địch U-19 Quốc gia 2024–25, mùa giải thứ 20 của Giải bóng đá Vô địch U-19 Quốc gia do Liên đoàn bóng đá Việt Nam (VFF) tổ chức.
Tổng cộng có 12 đội sẽ đủ điều kiện để tham dự vòng chung kết, bao gồm cả những đội được đặc cách tham dự giải đấu với tư cách chủ nhà.

## Các đội bóng
29 đội bóng đã đăng ký tham dự mùa giải lần này từ vòng loại. Các đội bóng được sắp xếp sẵn vào các bảng đấu dựa theo khu vực địa lý. Những đội bóng đóng vai trò là chủ nhà của bảng đấu vòng loại được đánh dấu bởi ký hiệu (H).
Lễ bốc thăm xếp lịch thi đấu vòng loại Giải bóng đá Vô địch U-19 Quốc gia 2024–25 diễn ra vào ngày 12 tháng 12 năm 2024 tại trụ sở VFF, Hà Nội.
| VT | Đội                      |
| -- | ------------------------ |
| A1 | Thể Công – Viettel (H)   |
| A2 | PVF–CAND                 |
| A3 | Trung tâm bóng đá Đào Hà |
| A4 | Nam Định                 |
| A5 | Luxury Hạ Long           |
| A6 | Hà Nội                   |

| VT | Đội                |
| -- | ------------------ |
| B1 | PVF (H)            |
| B2 | Hoài Đức           |
| B3 | Phù Đổng Ninh Bình |
| B4 | Sông Lam Nghệ An   |
| B5 | Công an Hà Nội     |
| B6 | Zantino Vĩnh Phúc  |

| VT | Đội                          |
| -- | ---------------------------- |
| C1 | LPBank Hoàng Anh Gia Lai (H) |
| C2 | Hồng Lĩnh Hà Tĩnh            |
| C3 | Bình Minh Quảng Ngãi         |
| C4 | Huế                          |
| C5 | SHB Đà Nẵng                  |
| C6 | Quảng Nam                    |

| VT | Đội                |
| -- | ------------------ |
| D1 | Bình Phước (H)     |
| D2 | Đắk Lắk            |
| D3 | Becamex Bình Dương |
| D4 | Khánh Hòa          |
| D5 | Tây Nguyên Gia Lai |

| VT | Đội                   |
| -- | --------------------- |
| E1 | Bà Rịa – Vũng Tàu (H) |
| E2 | Sóc Trăng             |
| E3 | Thành phố Hồ Chí Minh |
| E4 | Cần Thơ               |
| E5 | Đồng Nai              |
| E6 | Đồng Tháp             |

## Thể thức
Các đội thi đấu vòng tròn hai lượt tại địa điểm tập trung, tính điểm xếp hạng ở mỗi bảng. 6 đội xếp thứ nhất, 5 đội xếp thứ nhì có thành tích tốt nhất ở 6 bảng đấu sẽ lọt vào vòng chung kết. Trường hợp đội chủ nhà vòng chung kết kết thúc vòng loại với vị trí trong nhóm 11 đội nêu trên, đội nhì bảng có thành tích tốt còn lại cũng sẽ giành quyền tham dự vòng chung kết.
Các tiêu chí
Các đội được xếp hạng theo điểm (3 điểm cho 1 trận thắng, 1 điểm cho 1 trận hòa, 0 điểm cho 1 trận thua), và nếu bằng điểm, các tiêu chí sau đây được áp dụng theo thứ tự, để xác định thứ hạng:
1. Điểm trong các trận đối đầu trực tiếp giữa các đội bằng điểm;
2. Hiệu số bàn thắng thua trong các trận đối đầu trực tiếp giữa các đội bằng điểm;
3. Số bàn thắng ghi được trong các trận đối đầu trực tiếp giữa các đội bằng điểm;
4. Nếu có nhiều hơn hai đội bằng điểm, và sau khi áp dụng tất cả các tiêu chí đối đầu ở trên, một nhóm nhỏ các đội vẫn còn bằng điểm nhau, tất cả các tiêu chí đối đầu ở trên được áp dụng lại cho riêng nhóm này;
5. Hiệu số bàn thắng thua trong tất cả các trận đấu bảng;
6. Số bàn thắng ghi được trong tất cả các trận đấu bảng;
7. Sút luân lưu nếu chỉ có hai đội bằng điểm và họ gặp nhau trong trận cuối cùng của bảng;
8. Điểm kỷ luật (thẻ vàng = –1 điểm, thẻ đỏ gián tiếp (2 thẻ vàng) = –3 điểm, thẻ đỏ trực tiếp = –3 điểm, thẻ vàng và thẻ đỏ trực tiếp = –4 điểm);
9. Bốc thăm.

## Lịch thi đấu
Lịch thi đấu của mỗi lượt đấu như sau.
| Lượt đấu    | Các ngày             | Các ngày             |
| Lượt đấu    | Bảng B,C,D,E         | Bảng A               |
| ----------- | -------------------- | -------------------- |
| Lượt đấu 1  | 22 tháng 12 năm 2024 | 23 tháng 12 năm 2024 |
| Lượt đấu 2  | 24 tháng 12 năm 2024 | 25 tháng 12 năm 2024 |
| Lượt đấu 3  | 27 tháng 12 năm 2024 | 27 tháng 12 năm 2024 |
| Lượt đấu 4  | 30 tháng 12 năm 2024 | 30 tháng 12 năm 2024 |
| Lượt đấu 5  | 2 tháng 1 năm 2025   | 2 tháng 1 năm 2025   |
| Lượt đấu 6  | 4 tháng 1 năm 2025   | 4 tháng 1 năm 2025   |
| Lượt đấu 7  | 7 tháng 1 năm 2025   | 7 tháng 1 năm 2025   |
| Lượt đấu 8  | 9 tháng 1 năm 2025   | 9 tháng 1 năm 2025   |
| Lượt đấu 9  | 12 tháng 1 năm 2025  | 12 tháng 1 năm 2025  |
| Lượt đấu 10 | 14 tháng 1 năm 2025  | 14 tháng 1 năm 2025  |

## Các bảng đấu

### Bảng A
Các trận đấu diễn ra tại Trung tâm thể thao Viettel, Hà Nội.
| VT | Đội                      | ST | T | H | B | BT | BB | HS  | Đ  | Giành quyền tham dự |      | TCVT | HNFC | PCA | NDF | LHL | TTĐH |
| -- | ------------------------ | -- | - | - | - | -- | -- | --- | -- | ------------------- | ---- | ---- | ---- | --- | --- | --- | ---- |
| 1  | Thể Công – Viettel (H)   | 10 | 9 | 1 | 0 | 42 | 4  | +38 | 28 | Vòng chung kết      |      | —    | 1–1  | 2–0 | 5–0 | 5–0 | 6–0  |
| 2  | Hà Nội                   | 10 | 6 | 2 | 2 | 34 | 7  | +27 | 20 | Vòng chung kết      |      | 0–2  | —    | 1–0 | 3–0 | 8–0 | 7–0  |
| 3  | PVF–CAND                 | 10 | 6 | 1 | 3 | 26 | 7  | +19 | 19 |                     |      | 1–2  | 1–1  | —   | 2–0 | 4–0 | 3–0  |
| 4  | Nam Định                 | 10 | 5 | 0 | 5 | 22 | 17 | +5  | 15 |                     | 1–3  | 2–1  | 1–3  | —   | 8–0 | 4–0 |      |
| 5  | Luxury Hạ Long           | 10 | 1 | 1 | 8 | 2  | 44 | −42 | 4  |                     | 0–4  | 0–8  | 0–5  | 0–2 | —   | 2–0 |      |
| 6  | Trung tâm bóng đá Đào Hà | 10 | 0 | 1 | 9 | 2  | 49 | −47 | 1  |                     | 1–12 | 1–4  | 0–7  | 0–4 | 0–0 | —   |      |

| Nam Định | 8–0 | Luxury Hạ Long |
| -------- | --- | -------------- |
|          |     |                |

| Trung tâm bóng đá Đào Hà | 1–4 | Hà Nội |
| ------------------------ | --- | ------ |
|                          |     |        |

| Thể Công – Viettel | 2–0 | PVF–CAND |
| ------------------ | --- | -------- |
|                    |     |          |

| PVF–CAND | 3–0 | Trung tâm bóng đá Đào Hà |
| -------- | --- | ------------------------ |
|          |     |                          |

| Hà Nội | 3–0 | Nam Định |
| ------ | --- | -------- |
|        |     |          |

| Luxury Hạ Long | 0–4 | Thể Công – Viettel |
| -------------- | --- | ------------------ |
|                |     |                    |

| Luxury Hạ Long | 0–8 | Hà Nội |
| -------------- | --- | ------ |
|                |     |        |

| Nam Định | 1–3 | PVF–CAND |
| -------- | --- | -------- |
|          |     |          |

| Trung tâm bóng đá Đào Hà | 1–12 | Thể Công – Viettel |
| ------------------------ | ---- | ------------------ |
|                          |      |                    |

| Trung tâm bóng đá Đào Hà | 0–4 | Nam Định |
| ------------------------ | --- | -------- |
|                          |     |          |

| PVF–CAND | 4–0 | Luxury Hạ Long |
| -------- | --- | -------------- |
|          |     |                |

| Thể Công – Viettel | 1–1 | Hà Nội |
| ------------------ | --- | ------ |
|                    |     |        |

| Hà Nội | 1–0 | PVF–CAND |
| ------ | --- | -------- |
|        |     |          |

| Luxury Hạ Long | 2–0 | Trung tâm bóng đá Đào Hà |
| -------------- | --- | ------------------------ |
|                |     |                          |

| Thể Công – Viettel | 5–0 | Nam Định |
| ------------------ | --- | -------- |
|                    |     |          |

| Luxury Hạ Long | 0–2 | Nam Định |
| -------------- | --- | -------- |
|                |     |          |

| Hà Nội | 7–0 | Trung tâm bóng đá Đào Hà |
| ------ | --- | ------------------------ |
|        |     |                          |

| PVF–CAND | 1–2 | Thể Công – Viettel |
| -------- | --- | ------------------ |
|          |     |                    |

| Trung tâm bóng đá Đào Hà | – | PVF–CAND |
| ------------------------ | - | -------- |
|                          |   |          |

| Nam Định | – | Hà Nội |
| -------- | - | ------ |
|          |   |        |

| Thể Công – Viettel | – | Luxury Hạ Long |
| ------------------ | - | -------------- |
|                    |   |                |

| Hà Nội | – | Luxury Hạ Long |
| ------ | - | -------------- |
|        |   |                |

| PVF–CAND | – | Nam Định |
| -------- | - | -------- |
|          |   |          |

| Thể Công – Viettel | – | Trung tâm bóng đá Đào Hà |
| ------------------ | - | ------------------------ |
|                    |   |                          |

| Nam Định | – | Trung tâm bóng đá Đào Hà |
| -------- | - | ------------------------ |
|          |   |                          |

| Luxury Hạ Long | – | PVF–CAND |
| -------------- | - | -------- |
|                |   |          |

| Hà Nội | – | Thể Công – Viettel |
| ------ | - | ------------------ |
|        |   |                    |

| PVF–CAND                                                           | 1–1      | Hà Nội                                                                                                   |
| ------------------------------------------------------------------ | -------- | --- |
| - Bùi Duy Đăng 39' - Nguyễn Đức Nhật 90+2' - Nguyễn Văn Bách 90+2' | Chi tiết | - Lê Đình Hiếu 23' - Nguyễn Thiên Phú 44' - Bùi Tuấn Anh 55' - Nguyễn Hoàng Nam 89' - Đoàn Phú Quý 90+4' |

| Nam Định            | 1–3      | Thể Công – Viettel                                                                                         |
| ------------------- | -------- | --- |
| - Mai Văn Hoàng 67' | Chi tiết | - Nguyễn Hoàng Khanh 34' - Nguyễn Tấn Anh 41' - Nguyễn Tiến Việt 70' - Lãi Hữu Việt 73' - Trần Đức Tài 85' |

| Trung tâm bóng đá Đào Hà | 0–0      | Luxury Hạ Long    |
| ------------------------ | -------- | ----------------- |
| - Đào Bá Hùng 73'        | Chi tiết | - Lê Nam Long 25' |

### Bảng B
Các trận đấu diễn ra tại Trung tâm đào tạo bóng đá trẻ PVF - Bộ Công an, tỉnh Hưng Yên.
| VT | Đội                | ST | T | H | B  | BT | BB | HS  | Đ  | Giành quyền tham dự |     | SLNA | PVF | PDNB | CAHN | HDF | ZVP |
| -- | ------------------ | -- | - | - | -- | -- | -- | --- | -- | ------------------- | --- | ---- | --- | ---- | ---- | --- | --- |
| 1  | Sông Lam Nghệ An   | 10 | 9 | 1 | 0  | 33 | 8  | +25 | 28 | Vòng chung kết      |     | —    | 1–0 | 3–0  | 3–0  | 5–1 | 4–0 |
| 2  | PVF (H)            | 10 | 8 | 1 | 1  | 36 | 5  | +31 | 25 | Vòng chung kết      |     | 1–1  | —   | 4–0  | 4–1  | 5–0 | 4–0 |
| 3  | Phù Đổng Ninh Bình | 10 | 4 | 1 | 5  | 13 | 18 | −5  | 13 |                     |     | 2–3  | 0–4 | —    | 1–1  | 3–1 | 4–0 |
| 4  | Công an Hà Nội     | 10 | 3 | 2 | 5  | 12 | 18 | −6  | 11 |                     | 2–3 | 1–3  | 0–1 | —    | 1–1  | 1–0 |     |
| 5  | Hoài Đức           | 10 | 3 | 1 | 6  | 18 | 30 | −12 | 10 |                     | 2–5 | 1–5  | 2–0 | 2–4  | —    | 5–1 |     |
| 6  | Zantino Vĩnh Phúc  | 10 | 0 | 0 | 10 | 2  | 35 | −33 | 0  |                     | 0–5 | 0–6  | 0–2 | 0–1  | 1–3  | —   |     |

| PVF | 5–0      | Hoài Đức |
| --- | -------- | -------- |
| - Nguyễn Lê Phát 24', 72' - Bùi Hoàng Sơn 39' - Đào Quang Anh 43' - Khúc Trung Hiếu 55' - Đoàn Huy Long 83' - Lê Anh Đức 90' | Chi tiết |          |

| Sông Lam Nghệ An                                            | 3–0      | Công an Hà Nội        |
| ----------------------------------------------------------- | -------- | --------------------- |
| - Nguyễn Văn Tâm 9' - Phạm Quốc Khánh 41' - Lê Tấn Dũng 60' | Chi tiết | - Hoàng Mạnh Hùng 58' |

| Phù Đổng Ninh Bình                                                  | 4–0      | Zantino Vĩnh Phúc                               |
| ------------------------------------------------------------------- | -------- | ----------------------------------------------- |
| - Đỗ Tấn Hoàng 36', 69' - Hoàng Minh Đạt 83' - Nguyễn Minh Tuấn 88' | Chi tiết | - Hoàng Vũ Gia Hưng 43' - Nguyễn Hoàng Sang 47' |

| Zantino Vĩnh Phúc          | 0-5      | Sông Lam Nghệ An                                                                               |
| -------------------------- | -------- | ---------------------------------------------------------------------------------------------- |
| - Nguyễn Văn Kỳ 64' (l.n.) | Chi tiết | - Nguyễn Trọng Sơn 45+1' 48' - Phạm Quốc Khánh 55' - Nguyễn Tấn Minh 76' - Trần Quốc Hòa 90+3' |

| Công an Hà Nội                                                      | 1-3      | PVF |
| ------------------------------------------------------------------- | -------- | --- |
| - Trần Hồng Minh 11' - Vũ Đức Huy 60' - Phạm Việt Cường (TLHLV) 80' | Chi tiết | - Lương Văn Phương 38' - Trần Gia Hưng 42' - Nguyễn Sỹ Mạnh Dũng 43' - Lê Nguyễn Quốc Kiên 47' - Lê Anh Đức 58' |

| Hoài Đức                                                                   | 2-0      | Phù Đổng Ninh Bình                                         |
| -------------------------------------------------------------------------- | -------- | ---------------------------------------------------------- |
| - Lê Quang Vinh 32' - Lê Văn Hoàn 47' - Hà Văn Kiệt 70' - Lê Thế Thắng 89' | Chi tiết | - Lê Bảo Nam 23' - Bùi Tiến Dũng 31' - Phạm Minh Thành 60' |

| Công an Hà Nội                                                                           | 1-0      | Zantino Vĩnh Phúc |
| ---------------------------------------------------------------------------------------- | -------- | ----------------- |
| - Trần Hồng Minh 45' - Nguyễn Quốc Đạt 76' - Trần Công Thế Bảo 79' - Bùi Gia Thuận 90+2' | Chi tiết |                   |

| Phù Đổng Ninh Bình          | 0-4      | PVF                                                                                                 |
| --------------------------- | -------- | --------------------------------------------------------------------------------------------------- |
| - Nguyễn Phương Thành 45+1' | Chi tiết | - Đoàn Huy Long 42', 47' - Khúc Trung Hiếu 45+1' - Nguyễn Hoàng Anh 82' - Nguyễn Sỹ Mạnh Dũng 90+2' |

| Sông Lam Nghệ An                                                                             | 5-1      | Hoài Đức             |
| -------------------------------------------------------------------------------------------- | -------- | -------------------- |
| - Nguyễn Trọng Sơn 26', 29' - Nguyễn Văn Tâm 36' - Phạm Quốc Khánh 54' - Trần Văn Hiếu 90+1' | Chi tiết | - Nguyễn Gia Huy 88' |

| PVF                                                                      | 4-0      | Zantino Vĩnh Phúc |
| ------------------------------------------------------------------------ | -------- | --- |
| - Lê Nguyễn Quốc Kiên 45+3' - Nguyễn Hoàng Anh 49', 66' - Lê Anh Đức 69' | Chi tiết | - Hoàng Vũ Gia Hưng 23' - Nguyễn Văn Kỳ 45+2' - Nguyễn Thành Long 46' (l.n.) - Nguyễn Đắc Hoà Phát 86' - Trần Ngọc Duy Anh 87' |

| Phù Đổng Ninh Bình                                                  | 2-3      | Sông Lam Nghệ An                                                  |
| ------------------------------------------------------------------- | -------- | ----------------------------------------------------------------- |
| - Hoàng Minh Đạt 32' - Nguyễn Phương Thành 80' - Đỗ Tấn Hoàng 90+1' | Chi tiết | - Trần Quốc Hoà 37' - Lê Tấn Dũng 40' - Nguyễn Trọng Sơn 46', 70' |

| Hoài Đức                                                    | 2-4      | Công an Hà Nội                                                                                  |
| ----------------------------------------------------------- | -------- | ----------------------------------------------------------------------------------------------- |
| - Nguyễn Gia Bảo 45' - Bùi Tuấn Anh 59' - Lê Văn Hoàn 90+3' | Chi tiết | - Vũ Đức Huy 7' - Hứa Khải Bình 57', 66' - Đỗ Xuân Sơn (TLHLV) 73' - Trần Công Thế Bảo 79', 81' |

| PVF | 1-1      | Sông Lam Nghệ An                                                                              |
| --- | -------- | --------------------------------------------------------------------------------------------- |
| - Lê Thăng Long 4' - Đoàn Huy Long 32' - Lê Nguyễn Quốc Trung 45' (l.n.) - Nguyễn Quốc Khánh 47' - Nguyễn Hoàng Anh 69' - Đào Quang Anh 88' | Chi tiết | - Nguyễn Văn Linh 71' - Nguyễn Văn Tâm 73' - Nguyễn Hồng Việt (HLV) 74' - Nguyễn Anh Dũng 82' |

| Công an Hà Nội                             | 0-1      | Phù Đổng Ninh Bình                         |
| ------------------------------------------ | -------- | ------------------------------------------ |
| - Trần Xuân Toàn 16' - Hoàng Mạnh Hùng 81' | Chi tiết | - Trần Văn Quyên 16' - Phan Minh Thành 64' |

| Zantino Vĩnh Phúc | 1-3      | Hoài Đức |
| ----------------- | -------- | -------- |
|                   | Chi tiết |          |

| Hoài Đức          | 1–5      | PVF |
| ----------------- | -------- | --- |
| - Hà Văn Việt 36' | Chi tiết | - Nguyễn Trọng Đức Vũ 65' - Nguyễn Hoàng Anh 71', 73', 90+2' - Lê Nguyễn Quốc Kiên Bản mẫu:Yek - Nguyễn Sỹ Mạnh Dũng 85' |

| Zantino Vĩnh Phúc     | 0–2      | Phù Đổng Ninh Bình                                   |
| --------------------- | -------- | ---------------------------------------------------- |
| - Nguyễn Văn Tiến 68' | Chi tiết | - Nguyễn Phương Thành 5' 38' - Nguyễn Đình Cương 70' |

| Công an Hà Nội                                                        | 2–3      | Sông Lam Nghệ An |
| --------------------------------------------------------------------- | -------- | --- |
| - Trần Công Thế Bảo 6' - Tăng Hoài Nam 49' - Cao Đặng Nhật Minh 90+2' | Chi tiết | - Nguyễn Trọng Sơn 34' - Nguyễn Văn Tâm 37' 39' - Nguyễn Anh Dũng 42' - Phạm Quốc Khánh 51' - Trần Văn Tấn Sang 90+1' |

| PVF Công an Hà Nội | - | Công an Hà Nội |
| ------------------ | - | -------------- |
|                    |   |                |

| Phù Đổng Ninh Bình | - | Hoài Đức |
| ------------------ | - | -------- |
|                    |   |          |

| Sông Lam Nghệ An | - | Zantino Vĩnh Phúc |
| ---------------- | - | ----------------- |
|                  |   |                   |

| PVF | - | Phù Đổng Ninh Bình |
| --- | - | ------------------ |
|     |   |                    |

| Hoài Đức | - | Sông Lam Nghệ An |
| -------- | - | ---------------- |
|          |   |                  |

| Zantino Vĩnh Phúc | - | Công an Hà Nội |
| ----------------- | - | -------------- |
|                   |   |                |

| Zantino Vĩnh Phúc              | 0-6      | PVF |
| ------------------------------ | -------- | --- |
| - Nguyễn Thành Long 90' (l.n.) | Chi tiết | - Nguyễn Lê Phát 3' - Bùi Hoàng Sơn 24' - Phùng Quang Tú 26' - Nguyễn Hoàng Anh 38' - Trần Gia Hưng 43' |

| Công an Hà Nội                                          | 1-1      | Hoài Đức            |
| ------------------------------------------------------- | -------- | ------------------- |
| - Bùi Huy Đức 33' - Trần Xuân Toàn 62' - Vũ Đức Huy 67' | Chi tiết | - Lê Quang Vinh 27' |

| Sông Lam Nghệ An                                                                            | 3-0      | Phù Đổng Ninh Bình |
| ------------------------------------------------------------------------------------------- | -------- | ------------------ |
| - Hồ Hữu Nhật Sang 8', 18' - Trương Văn Tấn Sang 52' - Lê Quang Sáng 79' - Trần Phúc Tá 81' | Chi tiết | - Lê Ngọc Vinh 80' |

| Sông Lam Nghệ An                                                        | 1-0      | PVF                                       |
| ----------------------------------------------------------------------- | -------- | ----------------------------------------- |
| - Nguyễn Huy Hoàng (HLV) 69' - Trần Quốc Hòa 73' - Nguyễn Trọng Sơn 90' | Chi tiết | - Bùi Hoàng Sơn 52' - Khúc Trung Hiếu 64' |

| Hoài Đức                                                                                    | 5-1      | Zantino Vĩnh Phúc                        |
| ------------------------------------------------------------------------------------------- | -------- | ---------------------------------------- |
| - Hà Duy Khánh 58', 69' - Nguyễn Trọng Cường 60' - Nguyễn Văn Nguyên 72' - Hoàng Anh Tú 84' | Chi tiết | - Bùi Tuấn Anh 45' - Nguyễn Duy Duân 85' |

| Phù Đổng Ninh Bình                         | 1-1      | Công an Hà Nội                                                                                           |
| ------------------------------------------ | -------- | --- |
| - Hoàng Minh Đạt 13' - Phan Minh Thành 31' | Chi tiết | - Trương Công Bằng 51' - Trần Xuân Toàn 62' - Bùi Gia Huấn 74' - Hoàng Mạnh Hùng 83' - Tăng Hoài Nam 89' |

### Bảng C
Các trận đấu diễn ra tại Trung tâm Thể thao Hàm Rồng, tỉnh Gia Lai.
| VT | Đội                          | ST | T | H | B  | BT | BB | HS  | Đ  | Giành quyền tham dự |     | SDN | HLHT | LPHA | HUE | QNF | BMQN |
| -- | ---------------------------- | -- | - | - | -- | -- | -- | --- | -- | ------------------- | --- | --- | ---- | ---- | --- | --- | ---- |
| 1  | SHB Đà Nẵng                  | 10 | 6 | 3 | 1  | 25 | 9  | +16 | 21 | Vòng chung kết      |     | —   | 1–1  | 0–0  | 3–1 | 2–0 | 8–0  |
| 2  | Hồng Lĩnh Hà Tĩnh            | 10 | 5 | 3 | 2  | 23 | 8  | +15 | 18 | Vòng chung kết      |     | 3–4 | —    | 1–1  | 2–0 | 5–0 | 5–0  |
| 3  | LPBank Hoàng Anh Gia Lai (H) | 10 | 5 | 3 | 2  | 23 | 8  | +15 | 18 |                     |     | 1–2 | 0–0  | —    | 0–1 | 3–1 | 5–0  |
| 4  | Huế                          | 10 | 5 | 0 | 5  | 17 | 12 | +5  | 15 |                     | 2–1 | 1–2 | 1–2  | —    | 1–0 | 1–0 |      |
| 5  | Quảng Nam                    | 10 | 4 | 1 | 5  | 19 | 17 | +2  | 13 |                     | 1–1 | 1–0 | 2–3  | 2–1  | —   | 3–1 |      |
| 6  | Bình Minh Quảng Ngãi         | 10 | 0 | 0 | 10 | 1  | 54 | −53 | 0  |                     | 0–3 | 0–4 | 0–8  | 0–7  | 0–9 | —   |      |

1. 1 2  Hồng Lĩnh Hà Tĩnh và LPBank Hoàng Anh Gia Lai bằng nhau về kết quả đối đầu, điểm, hiệu số và số bàn thắng nhưng Hồng Lĩnh Hà Tĩnh xếp trên LPBank Hoàng Anh Gia Lai vì hơn chỉ số fair-play:
  - Hồng Lĩnh Hà Tĩnh: 17 thẻ vàng, 1 thẻ đỏ trực tiếp.
  - LPBank Hoàng Anh Gia Lai: 18 thẻ vàng, 1 thẻ đỏ trực tiếp.

| Huế | – | SHB Đà Nẵng |
| --- | - | ----------- |
|     |   |             |

| LPBank Hoàng Anh Gia Lai | – | Hồng Lĩnh Hà Tĩnh |
| ------------------------ | - | ----------------- |
|                          |   |                   |

| Bình Minh Quảng Ngãi | – | Quảng Nam |
| -------------------- | - | --------- |
|                      |   |           |

| Quảng Nam | – | Huế |
| --------- | - | --- |
|           |   |     |

| Hồng Lĩnh Hà Tĩnh | – | Bình Minh Quảng Ngãi |
| ----------------- | - | -------------------- |
|                   |   |                      |

| SHB Đà Nẵng | – | LPBank Hoàng Anh Gia Lai |
| ----------- | - | ------------------------ |
|             |   |                          |

| SHB Đà Nẵng | – | Quảng Nam |
| ----------- | - | --------- |
|             |   |           |

| Bình Minh Quảng Ngãi | – | LPBank Hoàng Anh Gia Lai |
| -------------------- | - | ------------------------ |
|                      |   |                          |

| Huế | – | Hồng Lĩnh Hà Tĩnh |
| --- | - | ----------------- |
|     |   |                   |

| Bình Minh Quảng Ngãi | – | Huế |
| -------------------- | - | --- |
|                      |   |     |

| Hồng Lĩnh Hà Tĩnh | – | SHB Đà Nẵng |
| ----------------- | - | ----------- |
|                   |   |             |

| LPBank Hoàng Anh Gia Lai | – | Quảng Nam |
| ------------------------ | - | --------- |
|                          |   |           |

| SHB Đà Nẵng | – | Bình Minh Quảng Ngãi |
| ----------- | - | -------------------- |
|             |   |                      |

| LPBank Hoàng Anh Gia Lai | – | Huế |
| ------------------------ | - | --- |
|                          |   |     |

| Quảng Nam | – | Hồng Lĩnh Hà Tĩnh |
| --------- | - | ----------------- |
|           |   |                   |

| SHB Đà Nẵng | – | Huế |
| ----------- | - | --- |
|             |   |     |

| Hồng Lĩnh Hà Tĩnh | – | LPBank Hoàng Anh Gia Lai |
| ----------------- | - | ------------------------ |
|                   |   |                          |

| Quảng Nam | – | Bình Minh Quảng Ngãi |
| --------- | - | -------------------- |
|           |   |                      |

| Huế | – | Quảng Nam |
| --- | - | --------- |
|     |   |           |

| Bình Minh Quảng Ngãi | – | Hồng Lĩnh Hà Tĩnh |
| -------------------- | - | ----------------- |
|                      |   |                   |

| LPBank Hoàng Anh Gia Lai | – | SHB Đà Nẵng |
| ------------------------ | - | ----------- |
|                          |   |             |

| Quảng Nam | – | SHB Đà Nẵng |
| --------- | - | ----------- |
|           |   |             |

| LPBank Hoàng Anh Gia Lai | – | Bình Minh Quảng Ngãi |
| ------------------------ | - | -------------------- |
|                          |   |                      |

| Hồng Lĩnh Hà Tĩnh | – | Huế |
| ----------------- | - | --- |
|                   |   |     |

| Huế | – | Bình Minh Quảng Ngãi |
| --- | - | -------------------- |
|     |   |                      |

| SHB Đà Nẵng | – | Hồng Lĩnh Hà Tĩnh |
| ----------- | - | ----------------- |
|             |   |                   |

| Quảng Nam | – | LPBank Hoàng Anh Gia Lai |
| --------- | - | ------------------------ |
|           |   |                          |

| Huế                | 1–2      | LPBank Hoàng Anh Gia Lai |
| ------------------ | -------- | ------------------------ |
| - Lê Xuân Đăng 26' | Chi tiết | - Phan Trí Dũng 17', 36' |

| Hồng Lĩnh Hà Tĩnh | 5–0      | Quảng Nam |
| --- | -------- | --------- |
| - Nguyễn Quang Lê 17' 36' - Mai Quôc Phong 27' - Nguyễn Văn Khánh 43' - Nguyễn Doãn Mạnh 68' - Trần Thanh Bình 87' - Lê Quang Trường 90+1' 90+1' | Chi tiết |           |

| Bình Minh Quảng Ngãi | 0–3      | SHB Đà Nẵng                                              |
| -------------------- | -------- | -------------------------------------------------------- |
| - Lê Minh Hiếu 12'   | Chi tiết | - Nguyễn Thái Hiếu 4', 10', 65', 77' - Trần Công Nin 88' |

### Bảng D
Các trận đấu diễn ra tại Bình Phước.
| VT | Đội                | ST | T | H | B | BT | BB | HS  | Đ  | Giành quyền tham dự |     | BPF | BFC | DLK | KHF | TNGL |
| -- | ------------------ | -- | - | - | - | -- | -- | --- | -- | ------------------- | --- | --- | --- | --- | --- | ---- |
| 1  | Bình Phước (H)     | 8  | 8 | 0 | 0 | 31 | 1  | +30 | 24 | Vòng chung kết      |     | —   | 1–0 | 4–0 | 2–0 | 7–0  |
| 2  | Becamex Bình Dương | 8  | 4 | 2 | 2 | 16 | 6  | +10 | 14 | Vòng chung kết      |     | 1–4 | —   | 4–0 | 4–0 | 3–0  |
| 3  | Đắk Lắk            | 8  | 4 | 1 | 3 | 12 | 14 | −2  | 13 |                     |     | 0–2 | 1–1 | —   | 1–0 | 5–1  |
| 4  | Khánh Hòa          | 8  | 1 | 2 | 5 | 5  | 13 | −8  | 5  |                     | 0–2 | 0–0 | 1–3 | —   | 4–1 |      |
| 5  | Tây Nguyên Gia Lai | 8  | 0 | 1 | 7 | 3  | 33 | −30 | 1  |                     | 0–8 | 0–3 | 1–2 | 0–0 | —   |      |

| Becamex Bình Dương | – | Khánh Hòa |
| ------------------ | - | --------- |
|                    |   |           |

| Bình Phước | – | Đắk Lắk |
| ---------- | - | ------- |
|            |   |         |

| Khánh Hòa | – | Bình Phước |
| --------- | - | ---------- |
|           |   |            |

| Tây Nguyên Gia Lai | – | Becamex Bình Dương |
| ------------------ | - | ------------------ |
|                    |   |                    |

| Becamex Bình Dương | – | Đắk Lắk |
| ------------------ | - | ------- |
|                    |   |         |

| Khánh Hòa | – | Tây Nguyên Gia Lai |
| --------- | - | ------------------ |
|           |   |                    |

| Tây Nguyên Gia Lai | – | Bình Phước |
| ------------------ | - | ---------- |
|                    |   |            |

| Đắk Lắk | – | Khánh Hòa |
| ------- | - | --------- |
|         |   |           |

| Đắk Lắk | – | Tây Nguyên Gia Lai |
| ------- | - | ------------------ |
|         |   |                    |

| Bình Phước | – | Becamex Bình Dương |
| ---------- | - | ------------------ |
|            |   |                    |

| Khánh Hòa | – | Becamex Bình Dương |
| --------- | - | ------------------ |
|           |   |                    |

| Đắk Lắk | – | Bình Phước |
| ------- | - | ---------- |
|         |   |            |

| Bình Phước | – | Khánh Hòa |
| ---------- | - | --------- |
|            |   |           |

| Becamex Bình Dương | – | Tây Nguyên Gia Lai |
| ------------------ | - | ------------------ |
|                    |   |                    |

| Becamex Bình Dương | – | Đắk Lắk |
| ------------------ | - | ------- |
|                    |   |         |

| Khánh Hòa | – | Tây Nguyên Gia Lai |
| --------- | - | ------------------ |
|           |   |                    |

| Tây Nguyên Gia Lai | – | Bình Phước |
| ------------------ | - | ---------- |
|                    |   |            |

| Đắk Lắk | – | Khánh Hòa |
| ------- | - | --------- |
|         |   |           |

| Tây Nguyên Gia Lai                                                | 1–2      | Đắk Lắk                                 |
| ----------------------------------------------------------------- | -------- | --------------------------------------- |
| - Nguyễn Hữu Tuấn 37' - Nguyễn Lê Trung Hải 58' - Rơ Lan Phúc 77' | Chi tiết | - Đỗ Trọng Tín 56' - Trần Nhân Nhật 81' |

| Becamex Bình Dương                                                        | 1–4      | Bình Phước |
| ------------------------------------------------------------------------- | -------- | --- |
| - Nguyễn Hữu Hoài Phong 11' - Bùi Thái Anh Tài 29' 38' - Mai Đức Tiến 62' | Chi tiết | - Điểu Khuynh 20' - Đàm Trọng Phúc 41' 46', 72' - Bùi Nguyễn Trí Trung 50' - Trần minh Toàn 63' - Nguyễn Thanh Tùng 82' - Dương Danh 90' |

### Bảng E
Các trận đấu diễn ra tại Bà Rịa - Vũng Tàu.
| VT | Đội                   | ST | T | H | B | BT | BB | HS  | Đ  | Giành quyền tham dự |     | DTF | HCM | ĐNF | BRVT | CTF | STF |
| -- | --------------------- | -- | - | - | - | -- | -- | --- | -- | ------------------- | --- | --- | --- | --- | ---- | --- | --- |
| 1  | Đồng Tháp             | 10 | 8 | 0 | 2 | 28 | 10 | +18 | 24 | Vòng chung kết      |     | —   | 3–1 | 2–1 | 0–1  | 4–1 | 5–0 |
| 2  | Thành phố Hồ Chí Minh | 10 | 7 | 0 | 3 | 20 | 13 | +7  | 21 | Vòng chung kết      |     | 1–4 | —   | 1–2 | 2–0  | 3–0 | 2–1 |
| 3  | Đồng Nai              | 10 | 7 | 0 | 3 | 24 | 12 | +12 | 21 | Vòng chung kết      |     | 2–0 | 1–3 | —   | 1–3  | 3–0 | 4–0 |
| 4  | Bà Rịa – Vũng Tàu (H) | 10 | 5 | 0 | 5 | 20 | 14 | +6  | 15 |                     |     | 1–2 | 2–3 | 0–4 | —    | 4–0 | 4–0 |
| 5  | Cần Thơ               | 10 | 2 | 1 | 7 | 11 | 28 | −17 | 7  |                     | 1–4 | 0–2 | 1–3 | 2–0 | —    | 3–2 |     |
| 6  | Sóc Trăng             | 10 | 0 | 1 | 9 | 9  | 35 | −26 | 1  |                     | 1–4 | 0–2 | 2–3 | 0–5 | 3–3  | —   |     |

1. 1 2  Kết quả đối đầu: Thành phố Hồ Chí Minh 1-2 Đồng Nai, Đồng Nai 1-3 Thành phố Hồ Chí Minh. Bảng xếp hạng đối đầu: 		
  - Thành phố Hồ Chí Minh: 3 điểm, hiệu số +1.
  - Đồng Nai: 3 điểm, hiệu số -1.

| Thành phố Hồ Chí Minh | – | Đồng Tháp |
| --------------------- | - | --------- |
|                       |   |           |

| Cần Thơ | – | Đồng Nai |
| ------- | - | -------- |
|         |   |          |

| Bà Rịa – Vũng Tàu | – | Sóc Trăng |
| ----------------- | - | --------- |
|                   |   |           |

| Thành phố Hồ Chí Minh | 1–2      | Đồng Nai                                |
| --------------------- | -------- | --------------------------------------- |
| - Nguyễn Anh Minh 11' | Chi tiết | - Lê Tấn Hưng 53' - Chu Thành Hoàng 75' |

| Sóc Trăng              | 1–4      | Đồng Tháp                                                              |
| ---------------------- | -------- | ---------------------------------------------------------------------- |
| - Nguyễn Thanh Duy 66' | Chi tiết | - Đinh Tấn Hòa Nhã 27' - Trần Phúc Thịnh 36', 56' - Nguyễn Tấn Quí 73' |

| Cần Thơ                                                                    | 2–0      | Bà Rịa – Vũng Tàu |
| -------------------------------------------------------------------------- | -------- | ----------------- |
| - Đinh Hoàng Gia Hưng 26' (l.n.) - Phan Anh Tuấn 28' - Phạm Thành Danh 72' | Chi tiết | - Võ Phúc Hậu 35' |

### Xếp hạng các đội đứng thứ ba bảng đấu
Chỉ một đội xếp thứ ba có thành tích tốt nhất giành quyền tham dự vòng chung kết.
| VT | Bg | Đội                      | ST | T | H | B | BT | BB | HS  | Đ  | Giành quyền tham dự |
| -- | -- | ------------------------ | -- | - | - | - | -- | -- | --- | -- | ------------------- |
| 1  | E  | Đồng Nai                 | 8  | 5 | 0 | 3 | 17 | 10 | +7  | 15 | Vòng chung kết      |
| 2  | A  | PVF–CAND                 | 8  | 4 | 1 | 3 | 16 | 7  | +9  | 13 |                     |
| 3  | D  | Đắk Lắk                  | 8  | 4 | 1 | 3 | 12 | 14 | −2  | 13 |                     |
| 4  | C  | LPBank Hoàng Anh Gia Lai | 8  | 3 | 3 | 2 | 10 | 8  | +2  | 12 |                     |
| 5  | B  | Phù Đổng Ninh Bình       | 8  | 2 | 1 | 5 | 7  | 17 | −10 | 7  |                     |

## Các đội vượt qua vòng loại
Dưới đây là các đội đã vượt qua vòng loại để thi đấu tại vòng chung kết Giải bóng đá Vô địch U-19 Quốc gia 2024–25.

| Câu lạc bộ            | Tư cách vượt qua vòng loại | Ngày vượt qua vòng loại |
| --------------------- | -------------------------- | ----------------------- |
| Bà Rịa – Vũng Tàu     | Chủ nhà                    |                         |
| Thể Công – Viettel    | Nhất bảng A                |                         |
| Sông Lam Nghệ An      | Nhất bảng B                |                         |
| SHB Đà Nẵng           | Nhất bảng C                |                         |
| Bình Phước            | Nhất bảng D                |                         |
| Đồng Tháp             | Nhất bảng E                |                         |
| Hà Nội                | Nhì bảng A                 |                         |
| PVF                   | Nhì bảng B                 |                         |
| Hồng Lĩnh Hà Tĩnh     | Nhì bảng C                 |                         |
| Becamex Bình Dương    | Nhì bảng D                 |                         |
| Thành phố Hồ Chí Minh | Nhì bảng E                 |                         |
| Đồng Nai              | Ba bảng tốt nhất           |                         |